# Uthukkottai
Uthukkottai é um cidade no distrito de Thiruvallur, no estado indiano de Tamil Nadu.

## Demografia
Segundo o censo de 2001, Uthukkottai tinha uma população de 10,639 habitantes. Os indivíduos do sexo masculino constituem 50% da população e os do sexo feminino 50%. Uthukkottai tem uma taxa de literacia de 68%, superior à média nacional de 59.5%: a literacia no sexo masculino é de 76% e no sexo feminino é de 59%. Em Uthukkottai, 12% da população está abaixo dos 6 anos de idade.